# Haag, Österrike
Haag är en stadskommun i distriktet Amstetten i förbundslandet Niederösterreich i Österrike. Kommunen har 5 790 invånare (2024).